# Самміт (Вашингтон)
Самміт (англ. Summit) — переписна місцевість (CDP) в США, в окрузі Пірс штату Вашингтон. Населення — 8270 осіб (2020).

## Географія
Самміт розташований за координатами 47°10′10″ пн. ш. 122°21′49″ зх. д. / 47.16944° пн. ш. 122.36361° зх. д. (47.169445, -122.363627).  За даними Бюро перепису населення США в 2010 році переписна місцевість мала площу 13,25 км², з яких 13,25 км² — суходіл та 0,00 км² — водойми.

## Демографія
Згідно з переписом 2010 року, у переписній місцевості мешкало 7985 осіб у 3123 домогосподарствах у складі 2274 родин. Густота населення становила 602 особи/км².  Було 3316 помешкань (250/км²).
Расовий склад населення:
| - 84,9 % — білих - 3,6 % — азіатів - 2,8 % — чорних або афроамериканців - 1,6 % — корінних американців - 0,5 % — вихідців з тихоокеанських островів - 1,7 % — осіб інших рас |

До двох чи більше рас належало 5,1 %. Частка іспаномовних становила 5,6 % від усіх жителів.
За віковим діапазоном населення розподілялося таким чином: 21,7 % — особи молодші 18 років, 60,8 % — особи у віці 18—64 років, 17,5 % — особи у віці 65 років та старші. Медіана віку мешканця становила 43,6 року. На 100 осіб жіночої статі у переписній місцевості припадало 98,2 чоловіків;  на 100 жінок у віці від 18 років та старших — 94,0 чоловіків також старших 18 років.
Середній дохід на одне домашнє господарство  становив 79 619 доларів США (медіана — 63 967), а середній дохід на одну сім'ю — 90 677 доларів (медіана — 76 818). Медіана доходів становила 56 195 доларів для чоловіків та 46 638 доларів для жінок. За межею бідності перебувало 10,3 % осіб, у тому числі 11,6 % дітей у віці до 18 років та 4,9 % осіб у віці 65 років та старших.
Цивільне працевлаштоване населення становило 3295 осіб. Основні галузі зайнятості: освіта, охорона здоров'я та соціальна допомога — 21,8 %, роздрібна торгівля — 18,0 %, мистецтво, розваги та відпочинок — 10,5 %, виробництво — 9,3 %.